# Cantó de Saint-Gaultier
El cantó de Saint-Gaultier és un cantó francès del departament de l'Indre, situat al districte de Le Blanc. Té 8 municipis i el cap és Saint-Gaultier.

## Municipis
- Chitray
- Luzeret
- Migné
- Nuret-le-Ferron
- Oulches
- Rivarennes
- Saint-Gaultier
- Thenay

## Història
| Data d'elecció                           | Identitat           | Partit           | Qualitat |
| ---------------------------------------- | ------------------- | ---------------- | -------- |
| 1945-1949                                | Fernand Potebon     | SFIO             |          |
| 1949-1961                                | M. Pailleron        | radical          |          |
| 1961-1984                                | Joseph Joly         | SFIO, després PS |          |
| 1984-                                    | Jean-Louis Simoulin | PS               |          |
| les dades anteriors no són pas conegudes |                     |                  |          |
|                                          |                     |                  |          |

## Demografia
| A partir de 1990: Població sense dobles comptes |